# Anémone (actrice)
Pour les articles homonymes, voir Anémone (homonymie) et Bourguignon.
Anne Bourguignon, dite Anémone, est une actrice et scénariste française, née le 9 août 1950 à Paris 15e et morte le 30 avril 2019 à Poitiers (Vienne).
Principalement connue du grand public au cinéma pour le rôle de Thérèse dans Le père Noël est une ordure en 1982, elle est lauréate du César de la meilleure actrice, en 1988, pour son interprétation dans le film Le Grand Chemin.
Durant les années 1970, elle commence au café-théâtre. En 1979, elle coopère avec la troupe du Splendid pour la création de la pièce Le père Noël est une ordure. Elle poursuit ensuite une carrière au cinéma en retrouvant parfois certains des membres de l'équipe du Splendid mais séparément, comme Gérard Jugnot, Thierry Lhermitte, Dominique Lavanant, Marie-Anne Chazel, Bruno Moynot et plusieurs fois Michel Blanc.
Dans les années 1980, Anémone incarne des rôles importants dans des comédies populaires parmi lesquelles on note Je vais craquer, Tranches de vie et Les Babas-cool de François Leterrier, Viens chez moi, j'habite chez une copine et Ma femme s'appelle reviens de Patrice Leconte, Pour cent briques, t'as plus rien... d'Édouard Molinaro, Le Quart d'heure américain et Le Mariage du siècle de Philippe Galland, Poule et Frites de Luis Rego ou encore Sans peur et sans reproche de Gérard Jugnot.
Dans un autre registre, on la retrouve dans des films moins légers comme Péril en la demeure et Aux petits bonheurs de Michel Deville, I Love You de Marco Ferreri, Envoyez les violons de Roger Andrieux, Les Baisers de secours de Philippe Garrel. Dans les années 1990, elle incarne des rôles pour des auteurs et metteurs en scène comme  Claude Lelouch, Jean-Marie Poiré, Bertrand Van Effenterre, Roger Planchon, Romain Goupil, Xavier Gélin,  Matthieu Delaporte ou Jacky Cukier et s'investit dans l'oeuvre de réalisatrices reconnues comme Christine Pascal, Tonie Marshall ou Véra Belmont.

## Biographie

### Famille et formation
Anne Madeleine Louise Bourguignon est née le 9 août 1950 dans le 15e arrondissement de Paris du mariage d'André Bourguignon, psychiatre, et de Claire Justin-Besançon.
Elle est la sœur aînée de Claude Bourguignon, ingénieur agronome français, né en décembre 1951.
Elle passe son enfance au château Mauras, propriété familiale à Bommes, en Gironde.
Après des études primaires et secondaires à l'école Sainte-Marie-des-Invalides (aujourd'hui Paul Claudel-d'Hulst), au lycée Victor-Duruy, au cours Gaudéchaux, au cours Jaillard, au collège Sévigné, au sein de la congrégation des chanoinesses de Saint-Augustin de la Congrégation Notre-Dame (au couvent Notre-Dame-des-Oiseaux à Megève, à l'institut Saint-Pierre Fourier à Brunoy) et à l'Institut Notre-Dame à Épernay, elle poursuit des études supérieures à l'université Paris-III puis à l'université Paris-X. Ayant toujours eu une relation difficile avec le système scolaire, elle dit à ce propos en 2010 : « Un cauchemar, un cauchemar ! J'ai haï l'école [...] ».

### Carrière
Anémone commence sa carrière au café-théâtre et participe notamment avec Martin Lamotte et Gérard Lanvin à la création en 1975 de la salle La Veuve Pichard dans une ancienne menuiserie,,. Elle tient son pseudonyme du premier film dans lequel elle a tourné, Anémone de Philippe Garrel. C'est Coluche qui lui offre son premier grand rôle au cinéma dans Vous n'aurez pas l'Alsace et la Lorraine en 1977.
En 1979, elle participe à la création sur scène de la pièce écrite par la troupe du Splendid, Le père Noël est une ordure : elle invente le personnage de Thérèse, et joue tous les soirs la pièce avec la troupe. Ce rôle d'une dame de charité lui vaut un grand succès auprès du public, succès confirmé et amplifié par l'adaptation de la pièce au cinéma, réalisée par Jean-Marie Poiré, et sortie en salle en 1982.
Dans les années 1980, elle est une actrice très populaire qui tient la vedette de nombreuses comédies : Ma femme s'appelle reviens, Les Babas-cool, Pour cent briques, t'as plus rien..., Le Quart d'heure américain, et Le Mariage du siècle dont elle écrit en grande partie le scénario. Michel Deville (Péril en la demeure, Aux petits bonheurs), puis Jean-Loup Hubert lui offrent des rôles plus sérieux à partir de 1985. Contre-emplois réussis, puisqu'elle remporte le César de la meilleure actrice pour Le Grand Chemin en 1988 (elle monte sur la scène habillée en soldat de l'an II, sans porter le moindre intérêt à sa récompense, l'« oubliant » même en se retirant).
Au milieu des années 1980, elle est en froid avec la troupe du Splendid après la sortie du film Le père Noël est une ordure qui reprend une part significative de sa création originale, depuis la pièce de 1979 ; elle ne va toucher ni droits, ni royalties, que ce soit pour la pièce de théâtre ou pour le film sorti en 1982, lesquels contiennent pourtant les fameuses répliques qu'elle a créées.

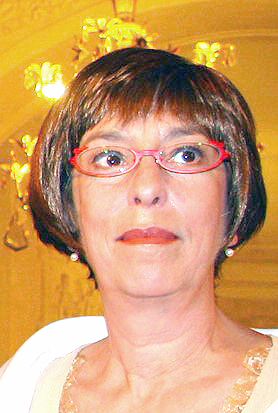
Anémone sur le tournage de Bataille natale (2006).

Elle est écartée de la société anonyme spécialement créée sans l'avertir, par les acteurs du Splendid.
La comédienne est surprise par le comportement et les opinions politiques de ses anciens amis acteurs du Splendid, déclarant dans plusieurs interviews : « J'ai découvert avec stupéfaction qu'ils étaient tous de droite !, »
Plus discrète dans les années 1990, Anémone travaille avec Tonie Marshall (Pas très catholique, Enfants de salaud), Romain Goupil (Maman) ou Christine Pascal, dans le remarqué Le petit prince a dit. En 1996, elle joue dans l'adaptation de la bande dessinée de Binet, Les Bidochon, film qui sera un échec. En 2010, elle revient au cinéma avec le film Les Amours secrètes de Franck Phelizon.
Elle se tourne alors vers le théâtre, jouant dans L'Avare pour Roger Planchon, Mademoiselle Werner au Théâtre des Variétés ou Les Nœuds au mouchoir au Palais des glaces qu'elle annonce être sa dernière pièce fin 2017.
En décembre 2017, elle annonce mettre fin définitivement à sa carrière à la fin de l'année, et par ailleurs porte dans cette même interview un regard très critique et désabusé sur ce qu'est devenu le monde en général, et celui du show-bizz en particulier.
À sa mort, très peu de célébrités se rendent à ses obsèques, excepté ses amis Tonie Marshall, Luis Rego et Agnès Soral.

### Vie privée
Anémone choisit de vivre à la campagne dans le village de Sainte-Soline (Deux-Sèvres), dans les environs de Lezay.
Peu après 1968, elle a une « petite histoire brève » avec Brice Lalonde.
Elle est mère de deux enfants : Jacob, fils du réalisateur Pascal Aubier, et Lily, cette dernière née de sa relation avec le réalisateur Philippe Galland. En 2016, Anémone accompagne son fils, Jacob Bourguignon (du nom de sa mère), dans sa recherche d'un bien à Paris dans l'émission Recherche appartement ou maison (diffusé en 2017) avec Stéphane Plaza.
Elle est la grand-mère de Nana, la fille de Lily, et Ramzi Ben Sliman[réf. nécessaire].
Mona Chollet, dans son ouvrage Sorcières. La puissance invaincue des femmes, cite l'entretien vidéo où Anémone se révèle brisée à la naissance de son premier enfant par l'expérience de la maternité et regrette profondément cette rupture vécue de façon négative dans son existence privée et sociale, qu'elle vit comme un traumatisme aliénant, ne définissant plus sa vie que par les tâches dévolues aux enfants. Anémone déclare que la maternité a ruiné sa vie, et : « Je regrette d'avoir été mère. Si c'était à refaire, je ne le referais pas. » Elle affirme que ses enfants ne lui tiennent pas rigueur de ce genre de déclaration : « Ils m'aiment bien. Je leur ai apporté la gentillesse et l'amour. J'ai fait mon devoir, la mort dans l'âme et sans rien leur faire payer. »

### Mort
Anémone meurt le 30 avril 2019 à l'âge de 68 ans à Poitiers (Vienne) des suites d'un cancer du poumon,. Elle reconnaissait être une « fumeuse invétérée ». Ses obsèques ont lieu le 9 mai à Poitiers, où elle est incinérée.

## Controverse
Quelques mois après la mort d'Anémone, en novembre 2019, l'Administration fédérale suisse des contributions lance un appel pour que ses héritiers se fassent connaître afin d'accéder à ses comptes bancaires. Cette information selon laquelle elle possédait des comptes secrets dans ce pays à la fiscalité avantageuse surprend alors qu'elle était connue pour ses critiques contre la société capitaliste,.
Le fils aîné d'Anémone déclare peu après : « Notre grand-mère, qui résidait en Suisse, a fait un don de son vivant à ma mère, ça s'arrête là. Elle n'est pas dans l'illégalité, tout est clair, elle n'a pas planqué d'argent là-bas. […] On avait besoin de liquidités pour les droits de succession, et à partir de là, on a fait appel à ce compte. Ensuite, tout le monde s'est imaginé que ma mère avait des comptes cachés en Suisse, ce qui n'est pas vrai du tout. C'est en gros l'argent de la famille. » L'ancien agent de la comédienne indique que « les comptes suisses résultent de donations en nue-propriété, récentes et déclarées à l'administration fiscale française ».

## Prises de position
Anémone soutient Antoine Waechter, candidat des Verts, à l'élection présidentielle de 1988.
En 1989, elle devient la marraine de la première version de Reporterre, journal qui traite de questions environnementales et sociales.
Elle est candidate aux élections municipales de 1995 à Paris sur la liste « Paris Écologie solidarité citoyenneté » dans le 20e arrondissement.
En 2002, elle participe au Forum social mondial. En 2003, elle participe avec la Confédération paysanne, des élus Verts français et quelques citoyens connus, comme Lambert Wilson et Robert Guédiguian, à un arrachage de soja génétiquement modifié et à son remplacement par du soja traditionnel.
Elle s'exprime en faveur du « non » lors du référendum de 2005 sur le traité constitutionnel européen. Elle soutient Jean-Luc Mélenchon, candidat du Front de gauche, à l'élection présidentielle de 2012.
Le 14 février 2009, elle exprime son indignation à propos de la culture de la vigne en Champagne sur des débris de plastique bleu dans l'émission On n'est pas couché . Anémone était connue pour son engagement en faveur de l'environnement et des causes sociales,.

## Filmographie

### Cinéma

#### Longs métrages

##### Années 1970
- 1968 : Anémone de Philippe Garrel (sous le nom d'Anne Bourguignon)
- 1969 : Je, tu, elles... de Peter Foldes : La deuxième candidate au poste de nounou
- 1970 : La Maison de Gérard Brach
- 1975 : L'Incorrigible de Philippe de Broca : la première prostituée
- 1975 : Attention les yeux ! de Gérard Pirès : Éva
- 1976 : Le Couple témoin de William Klein : Claudine
- 1976 : L'Ordinateur des pompes funèbres de Gérard Pirès : Une secrétaire
- 1976 : Cours après moi que je t'attrape de Robert Pouret : l'ouvreuse du cinéma
- 1976 : Un éléphant ça trompe énormément d'Yves Robert : la concierge
- 1977 : Vous n'aurez pas l'Alsace et la Lorraine de Coluche : la cousine Lucienne
- 1978 : Vas-y maman de Nicole de Buron : la scripte
- 1978 : Sale Rêveur de Jean-Marie Périer : Colette
- 1979 : French Postcards de Willard Huyck : Christine
- 1979 : Certaines Nouvelles de Jacques Davila : Marie-Annick
- 1979 : Rien ne va plus de Jean-Michel Ribes : La première fille interviewée

##### Années 1980
- 1980 : Une merveilleuse journée de Claude Vital : Deocadie
- 1980 : Je vais craquer de François Leterrier : Liliane
- 1981 : La Gueule du loup de Michel Léviant : Viviane
- 1981 : Viens chez moi, j'habite chez une copine de Patrice Leconte : Adrienne
- 1981 : Les Babas-cool de François Leterrier : Alexandra
- 1981 : Ma femme s'appelle reviens de Patrice Leconte : Nadine
- 1982 : Pour cent briques, t'as plus rien... d'Édouard Molinaro : Nicole
- 1982 : Le père Noël est une ordure de Jean-Marie Poiré : Thérèse
- 1982 : Le Quart d'heure américain de Philippe Galland : Bonnie
- 1983 : Un homme à ma taille d'Annette Carducci : Babette
- 1984 : Les Nanas d'Annick Lanoë : Odile
- 1985 : Le Mariage du siècle de Philippe Galland : Princesse Charlotte
- 1985 : Tranches de vie de François Leterrier : Cécile / Hélène
- 1985 : Péril en la demeure de Michel Deville : Edwige Ledieu
- 1986 : I Love You de Marco Ferreri : Barbara
- 1987 : Le Grand Chemin de Jean-Loup Hubert : Marcelle
- 1987 : Poule et Frites de Luis Rego : Béatrice
- 1988 : Sans peur et sans reproche de Gérard Jugnot : Rose
- 1988 : Envoyez les violons de Roger Andrieux : Isabelle Fournier
- 1989 : Les Baisers de secours de Philippe Garrel : Minouchette

##### Années 1990
- 1990 : Maman de Romain Goupil : Lulu
- 1990 : Les Enfants volants de Guillaume Nicloux : Suzanne
- 1990 : Après après-demain de Gérard Frot-Coutaz : Isabelle
- 1990 : Le Rêve du singe fou de Fernando Trueba : Marianne
- 1991 : Loulou Graffiti de Christian Lejalé : Juliette
- 1992 : La Belle Histoire de Claude Lelouch : Madame Desjardins
- 1992 : Le petit prince a dit de Christine Pascal : Mélanie
- 1992 : Gaëtan et Rachel en toute innocence de Suzy Cohen : Laura Bécancour
- 1993 : Coup de jeune de Xavier Gélin : Muriel
- 1993 : Poisson-lune de Bertrand Van Effenterre : Anne
- 1994 : Aux petits bonheurs de Michel Deville : Hélène
- 1994 : Pas très catholique de Tonie Marshall : Maxime
- 1996 : L'Échappée belle de Étienne Dhaene : Jeanine, la juge
- 1996 : Le Fils de Gascogne de Pascal Aubier
- 1996 : Les Bidochon de Serge Korber : Raymonde Bidochon
- 1996 : Enfants de salaud de Tonie Marshall : Sylvette
- 1996 : Le Cri de la soie d'Yvon Marciano : Cécile
- 1997 : La Cible de Pierre Courrège : Clara
- 1997 : Marquise de Véra Belmont : La Voisin
- 1998 : Lautrec de Roger Planchon : comtesse Adèle de Toulouse-Lautrec
- 1999 : Passeurs de rêves de Hiner Saleem : Catherine
- 1999 : L'Homme de ma vie de Stephane Kurc : Solange

##### Années 2000
- 2001 : Voyance et Manigance d'Éric Fourniols : Jacqueline
- 2002 : Ma femme s'appelle Maurice de Jean-Marie Poiré : Claire Trouaballe
- 2004 : C'est pas moi, c'est l'autre d'Alain Zaloum : Carlotta Luciani
- 2005 : Voisins, voisines de Malik Chibane : Madame Gonzalés
- 2005 : La Ravisseuse d'Antoine Santana : Léonce
- 2006 : La Jungle de Matthieu Delaporte : La mère de Mathias
- 2009 : Le Petit Nicolas de Laurent Tirard : Mlle Navarrin

##### Années 2010
- 2010 : Les Amours secrètes de Franck Phelizon : Margot
- 2010 : Pauline et François de Renaud Fély : Hélène
- 2012 : Pauvre Richard de Malik Chibane : Mme Pélissier
- 2013 :  Ouf de Yann Coridian : Dr Vorov
- 2013 : Jacky au royaume des filles de Riad Sattouf : La Générale
- 2014 : Le Grimoire d'Arkandias de Julien Simonet et Alexandre Castagnetti : Marion Boucher
- 2015 : Je suis à vous tout de suite de Baya Kasmi : La grand-mère
- 2015 : Le Grand Partage d'Alexandra Leclère : Madame Abramovitch
- 2015 : Rosalie Blum de Julien Rappeneau : Simone Machot
- 2018 : La Monnaie de leur pièce d'Anne Le Ny : Bertille

#### Courts métrages
- 1994 : 3000 scénarios contre un virus : Affreux, bêtes et très méchants de Jacky Cukier : La mère
- 2007 : Mon homme de Ramzi Ben Sliman : La commissaire
- 2010 : Les Âmes meurtries de Benjamin Holmsteen : Marie
- 2012 : Bocuse de Stéphanie Pillonca et Géraldine Renault : Micheline
- 2012 : Como Quien No Quiere La Cosa d'Alvaro Velarde : Mme Lesoufache

### Télévision
- 1975 : Les Cinq Dernières Minutes, épisode, Le lièvre blanc aux oreilles noires de Claude Loursais : Lily
- 1975 : Les Cinq Dernières Minutes, épisode La mémoire longue de Claude Loursais : Thérèse
- 1975 : Les Cinq Dernières Minutes, épisode Patte et griffe de Claude Loursais : Nadine
- 1976 : Cinéma 16 : Thomas Guérin... retraité de Patrick Jamain, avec Charles Vanel : Manou
- 1979 : Les Quatre Cents Coups de Virginie de Bernard Queysanne : Marie-Ghyslaine
- 1979 : Médecins de nuit de Nicolas Ribowski, épisode : Le livre rouge (série télévisée)
- 2005 : Vénus et Apollon (1 épisode) : Anne-Marie
- 2006 : Bataille natale d'Anne Deluz : Françoise Darcy
- 2008 : Fais pas ci, fais pas ça (4 épisodes) : Mme Fernet
- 2009 : Le Choix de Myriam de Malik Chibane : Simone
- 2010 : Les Bougon (1 épisode) : Tata Louise
- 2010 : Mademoiselle Drot de Christian Faure : Mme Chambart-Martin
- 2010 : Malevil de Denis Malleval : la Menou
- 2011 : Le Grand Restaurant II de Gérard Pullicino : la veuve
- 2013 : Mortel été de Denis Malleval : Madame Spinelli
- 2013 : La Minute vieille de Fabrice Maruca : elle-même
- 2013 : Recherche appartement ou maison : Jacob - Emeline et Anémone
- 2014 : Un si joli mensonge d'Alain Schwarzstein : Louise

## Théâtre
- 1972 : La Prison d'après Georges Simenon, mise en scène Robert Hossein, Reims
- 1977 : Elles... Steffy, Pomme, Jane et Vivi de Pam Gems (en), mise en scène Michel Fagadau, théâtre de la Gaîté-Montparnasse
- 1978 : Contumax de Dorian Paquin, mise en scène Christian Rauth et Chantal Granier, théâtre du Chapeau Rouge (Festival d'Avignon Off)
- 1978 : Pas un navire à l'horizon d'Henri Mitton, mise en scène Claude Confortès, La Cour des Miracles
- 1979 : Le père Noël est une ordure du Splendid, mise en scène Philippe Galland, Le Splendid
- 1982 : L'Éducation de Rita de Willy Russell, mise en scène Michel Fagadau, Théâtre Marigny
- 1983 : Un caprice d'Alfred de Musset, mise en scène Anémone, Le Splendid
- 1987 : Le Bal des cocus mise en scène Jérôme Savary, Théâtre du 8e de Lyon
- 1987 : On purge bébé de Georges Feydeau, mise en scène Anémone, Le Splendid
- 1988 : Baby boom, de Jean Vautrin, mise en scène Christian Rauth, théâtre de Poche Montparnasse
- 1990 : Deux femmes pour un fantôme et La Baby-sitter de René de Obaldia, mise en scène Jean-Luc Moreau, théâtre des Célestins
- 1996 : Potins d'enfer de Jean-Noël Fenwick, mise en scène Yves-André Hubert, Théâtre Rive Gauche
- 1999 : L'Avare de Molière, mise en scène Roger Planchon, TNP Villeurbanne
- 2001 : L'Avare de Molière, mise en scène Roger Planchon, Odéon-Théâtre de l'Europe
- 2002 : Putain de soirée de et mise en scène Daniel Colas, Théâtre du Gymnase
- 2004 : Dans notre petite ville d'Aldo Nicolai, mise en scène Michel Fagadau, Studio des Champs-Elysées
- 2006 : Mademoiselle Werner de Claude Bourgeyx, mise en scène Jean-Louis Thamin, Théâtre des Variétés
- 2011 - 2012 : Grossesses nerveuses de Jean-Yves Rogale, mise en scène Philippe Hersen, Théâtre Daunou, tournée
- 2016 : Les Nœuds au mouchoir de Denis Chérer, mise en scène Anne Bourgeois, tournée
- 2017 : Les Nœuds au mouchoir de Denis Chérer, mise en scène Anne Bourgeois, Festival off d'Avignon puis Palais des glaces

### Opéra
- En décembre 2010, elle met en scène La Fille de madame Angot de Charles Lecocq à l'opéra de Lausanne.

## Hommage en bande dessinée
En 2010, l'ouvrage Drôles de femmes aux éditions Dargaud écrit par la journaliste Julie Birmant et illustré par Catherine Meurisse s'intéresse à Anémone, Yolande Moreau, Dominique Lavanant, Sylvie Joly, Florence Cestac, Michèle Bernier, Claire Bretécher, Tsilla Chelton et Amélie Nothomb. Selon le magazine Le Nouvel Observateur : 

« Dix artistes féministes livrent spontanément des pans de leur carrière, leurs histoires de famille, mais aussi leurs doutes. Très bavard, très touffu, ce livre est vraiment une réussite, et un bel hommage à des femmes atypiques. »

La journaliste rencontre « Anémone avec son chihuahua au fin fond de la campagne », et Catherine Meurisse, l'illustratrice, les rencontrera aussi pour leurs représentations dessinées.

## Ascendance
- Justin Louis Eugène Besançon dit Louis Justin-Besançon, professeur de médecine, épouse Madeleine Marie Louise Delagrange
  - Julie Besançon épouse André Bourguignon (1920-1996)
    - Anne Madeleine Louise Bourguignon dite Anémone
    - Claude Bourguignon (1951), ingénieur agronome, épouse Lydia Gabucci
    - (Jean Bourguignon)

  - Alain Besançon (1932-2023), historien, épouse en 1954 Marie Goldstyn (1930)
  - François Besançon

## Publication
- Anémone et Laurent Brémond, Je préfère les génies aux abrutis : confidences inédites, Paris, R. Laffont, 2021, 232 p.

## Distinctions
| Année | Titre du film         | Catégorie                                         | Résultat   |
| ----- | --------------------- | ------------------------------------------------- | ---------- |
| 1986  | Péril en la demeure   | César de la meilleure actrice dans un second rôle | Nomination |
| 1988  | Le Grand Chemin       | César de la meilleure actrice                     | Lauréat    |
| 1993  | Le petit prince a dit | César de la meilleure actrice                     | Nomination |
| 1995  | Pas très catholique   | César de la meilleure actrice                     | Nomination |
| 1999  | Lautrec               | César de la meilleure actrice dans un second rôle | Nomination |